# Tony Woodcock (fotbalista)
Anthony Stewart Woodcock (* 6. prosince 1955, Eastwood) je bývalý anglický fotbalista.
Hrál na postu útočníka za Nottingham Forest FC, 1. FC Köln a Arsenal. Hrál na MS 1982.

## Hráčská kariéra
Tony Woodcock hrál na postu útočníka za Nottingham Forest FC, 1. FC Köln, Arsenal a Fortunu Köln. S Nottinghamem vyhrál PMEZ v roce 1979.
Za Anglii hrál 42 zápasů a dal 16 gólů. Byl na Euru 1980 a MS 1982.

## Úspěchy

### Klub
Nottingham Forest
- Football League First Division: 1977–78
- Football League Cup: 1977–78, 1978–79
- Pohár mistrů: 1978–79